# Castello Barbarossa
Le Castello Barbarossa est un château en ruine situé sur l'île de Capri au sud de Naples en Italie. 
Il est dénommé d'après Khayr ad-Din Barberousse, qui l'aurait détruit en 1544. 
Il est actuellement utilisé comme station de recherche ornithologique.